# Tong Tana – det förlorade paradiset
Tong Tana – det förlorade paradiset är en dansk-svensk dokumentärfilm från 2001 i regi av Jan Röed, Erik Pauser och Björn Cederberg. Filmen följer upp dokumentärfilmen Tong Tana (1989) och skildrar regnskogsskövlingen på ön Borneo.
Filmen spelades in i Indonesien och Schweiz 1999-2000 med Röed och Pauser som producenter och Röed som fotograf. Filmen premiärvisades den 17 mars 2001 på biograf Zita i Stockholm. Dialogen i filmen är på engelska och tyska och Cederberg agerar svensk berättarröst.
Tong Tana – det förlorade paradiset tilldelades pris för bästa långfilm vid en filmfestival i Goiás i Brasilien 2002.